# ملک‌زاده (شبستر)
(ملک‌زاده)یکی از روستاهای استان آذربایجان شرقی است که در دهستان سیس بخش مرکزی شهرستان شبستر واقع شده‌است.
این روستا یکی روستاهای تاریخی شهرستان شبستر به حساب می آید و دارای یک عمارت تاریخی تقریبا دویست ساله متعلق به دوران قاجار که با بی توجهی مسئولین از بین رفته و یا به دست اهالی غصب شده است و تاکنون هیچ مسئولی حتی برای بازدید هم به این عمارت پا نگذاشته است.
این روستا با جمعیتی تقریبی ۱۸۰۰نفر یکی از صنعتی ترین روستاهای ایران به شمار می رود این روستا دارای ۳۰کارخانه تولیدی غذایی وبا ایجاد اشتغال برای حدود ۳۵۰نفر در روز می باشد.